# Toglimi un dubbio
Toglimi un dubbio (Ôtez-moi d'un doute) è un film del 2017 diretto da Carine Tardieu.
La pellicola narra i turbamenti di un uomo di mezza età che, con la figlia che sta per renderlo nonno, scopre di non essere figlio di suo padre e, quando trova il padre biologico, si accorge di essersi appena innamorato di quella che potrebbe essere sua sorella.

## Trama
Erwan, un artificiere bretone, sta per diventare nonno. Sua figlia Juliette aspetta infatti una bambina di cui non vuole rivelare il padre. Durante un test per verificare una possibile tara genetica, Erwan scopre di non essere il figlio biologico di suo padre. La madre è morta da parecchi anni e il padre, anziano, è preoccupato dalla difficoltà di rinnovare la patente che gli permette di guidare il peschereccio sul quale lavora da una vita. 
Così, senza coinvolgere nessun altro, Erwan assume un'investigatrice per scoprire l'identità del suo padre biologico. In brevissimo viene informato che suo padre è Joseph Levkine, che non solo è vivo ma abita in un paese vicino.
Erwan inizia così un lento avvicinamento a quest'uomo del quale diventa amico. Quando gli svela il motivo del suo interessamento, Joseph è un po' deluso, nonché scosso. Inizialmente nega, poi ricorda che quella Marie, in effetti faceva parte di un gruppo giovanile che lui presiedeva e che una sera, ubriaco dopo una festa, potrebbero essersi uniti carnalmente.
Frequentando Joseph, Erwan si è imbattuto in Anna, la dottoressa di quel paese che, sorprendentemente, ha risvegliato in lui, vedovo da tempo, un'attrazione verso l'altro sesso che sembrava sopita. Anna, sulle prime scontrosa, è incuriosita da Erwan e accetta di uscire insieme.
Giunti all'appuntamento, però, Erwan scopre che lei è la figlia di Joseph e anche se fatica a trattenere l'attrazione e la serata va a benissimo con la donna che resta conquistata, lui decide di sottrarsi brutalmente, rifiutando l'idea di unirsi a quella che ormai considera una sorellastra.
Dopo inevitabili incomprensioni Erwan svela ad Anna le sue remore, e la donna però, con più dubbi di lui sulla ricostruzione parentale svelata, propone di effettuare un esame del DNA che chiarisca una volta per tutte come stanno realmente le cose.
Intanto Erwan scopre che il padre di suo nipote è l'inetto Didier, partner occasionale cui Juliette non dava alcuna fiducia ma che, di fronte alle responsabilità, si mostra più maturo di quanto si potesse immaginare e risulterà fondamentale nell'assistere alla nascita della bambina.
Al risultato del DNA che svela che non c'è alcuna parentela tra Anna e Erwan, la prima esulta e il secondo resta perplesso. Anna scappa delusa ma lui, inizialmente scosso per aver scoperto che neanche Joseph è il suo padre biologico, la raggiunge e i due finalmente si amano senza remore.
In fine, come aveva scoperto che il padre che l'ha cresciuto aveva sempre saputo di non essere il suo padre biologico, Erwan scopre che anche Joseph, erroneamente indicato dalla detective, gli ha mentito. Lo ha fatto perché, solo, aveva trovato un buon amico e una persona alla quale sarebbe stato più difficile dire di no che dire sì. Erwan capisce e, forse, non sentirà più la necessità di cercare il proprio padre biologico.

## Produzione

### Riprese
Il film è stato girato nel Morbihan.